# تامزان أوثويت
تامزان أوثويت (بالفرنسية: Tamzin Outhwaite)‏ هي ممثلة بريطانية، ولدت في 5 نوفمبر 1970 في المملكة المتحدة. من الجوائز التي نالتها National Television Awards ‏ وThe British Soap Awards ‏.

## أعمال

### أفلام
- (2007) حلم كاسندرا[5]

## جوائز
- National Television Awards [الإنجليزية]‏
- The British Soap Awards [الإنجليزية]‏

## وصلات خارجية
- تامزان أوثويت على موقع IMDb (الإنجليزية)
- تامزان أوثويت على موقع ألو سيني (الفرنسية)
- تامزان أوثويت على موقع أول موفي (الإنجليزية)
- تامزان أوثويت على موقع قاعدة بيانات الفيلم (الإنجليزية)
- تامزان أوثويت على موقع كينوبويسك (الروسية)